# Доменико Бекафуми
Доменико Бекафуми (на италиански: Domenico di Giacomo di Pace Beccafumi; * 1486, Монтаперти, Сиена, † 18 май 1551, Сиена) е италиански художник-маниерист,   гравьор и скулптор от Сиенската школа.

## Биография
Син е на Джакомо ди Паче –, селянин, работещ в имението на Лоренцо Бекафуми. Виждайки способностите на момчето за живопис, собственикът го осиновява и го изпраща да учи при сиенския майстор Мекеро. След кратко пътешествие до Рим през 1509 г. Доменико повече не напуска родния край.

## Стил
Като художник е под влияние на Флорентинската школа, но съхранява определена провинциалност на стила. За него е характерна ексцентричност в трактовката на сюжетите, търсене фантастични цветови ефекти и експерименти с перспективата.

## Наследство
Освен музеите на Сиена творби на Бекафуми се съхраняват в пинакотеките на Рим, Флоренция, Пиза, Париж, Мюнхен, Лондон, Мадрид, Лос Анджелес, Ню Орлиънс и др. Едно платно („Мистически брак на Света Екатерина", ок. 1521) е в Ермитажа, Санкт Петербург.
Сред най-хубавите произведения на Бекафуми от края на второто десетилетие на XVI век е великолепният олтарен образ „Обричане на Света Екатерина Александрийска".
От неговите скулптури най-известни са осем ангели от бронз в Сиенска катедрала.
- Ангел от Сиенската катедрала
- Ангел от Сиенската катедрала
- Ангел от Сиенската катедрала
- Ангел от Сиенската катедрала